# Schwabmünchen
Schwabmünchen è una città tedesca di 14 926 abitanti, sita nel Land della Baviera.